# Civitanova Marche
Civitanova Marche is een stad in de provincie Macerata in de Italiaanse regio Marche. Het is een belangrijke industrie- en havenplaats aan de Adriatische kust. Vooral in de tweede helft van de twintigste eeuw is de stad flink gegroeid. Naast de schoenenindustrie en visserij zorgt ook het toerisme voor een belangrijke bron van inkomsten. De zandstranden van Civitanova behoren tot de langste van de regio Marche.
De moderne stad heeft weinig bezienswaardigheden op het Palazzo Comunale uit 1862 na. Wat dit betreft is Civitanova Alta, dat 4 kilometer landinwaarts ligt interessanter. Dit middeleeuwse plaatsje wordt nog deels omgeven door een 14de-eeuwse stadsmuur.

## Geboren
- Annibale Caro, Italiaans dichter
- Gianmarco Tamberi (1 juni 1992), atleet

## Galerij

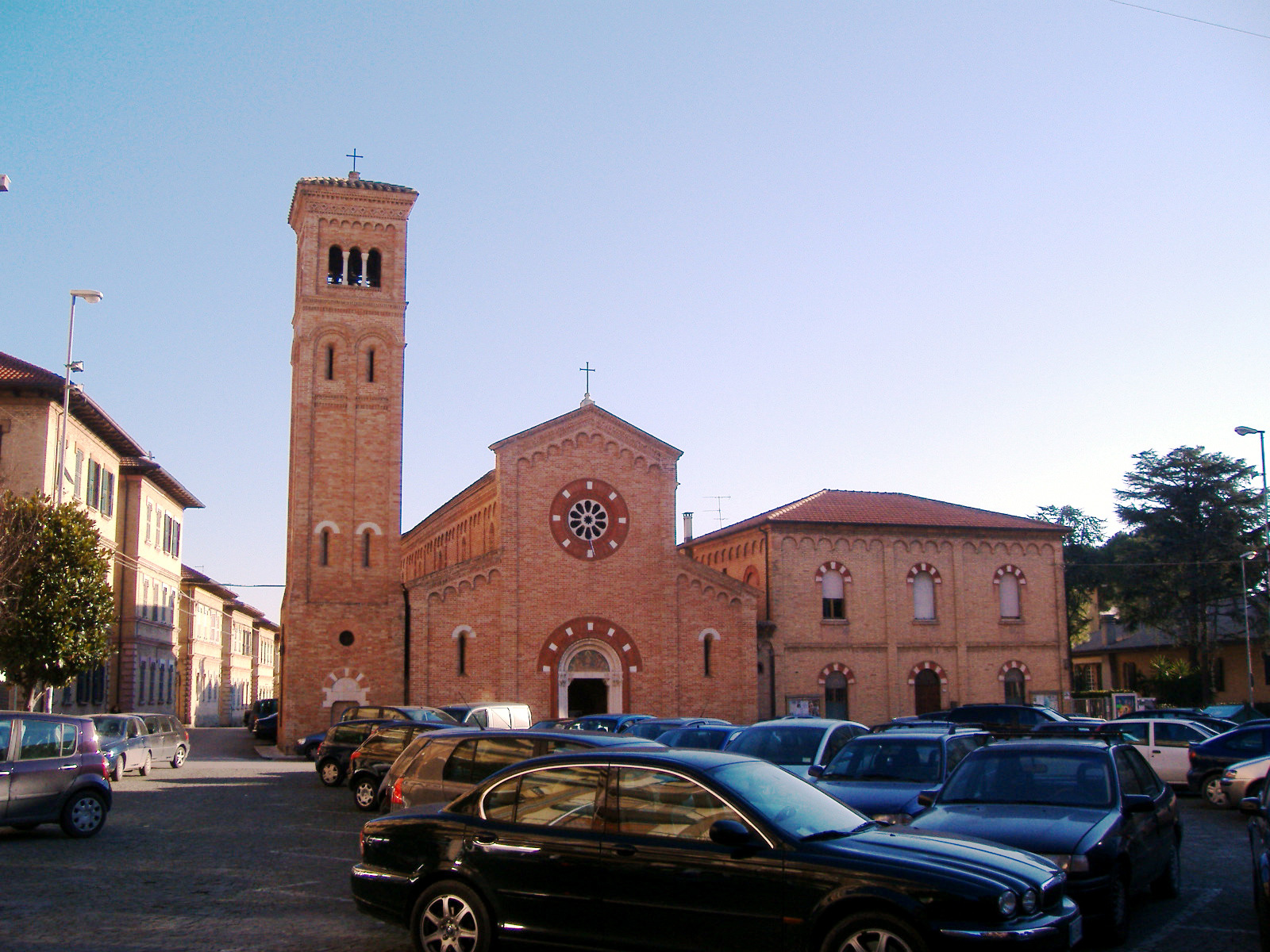
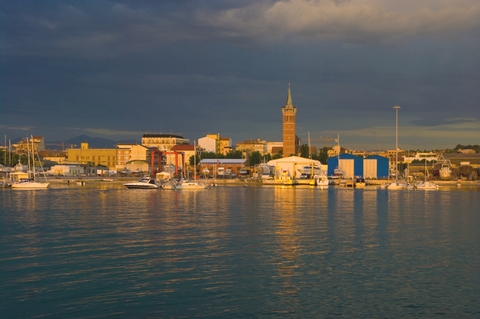
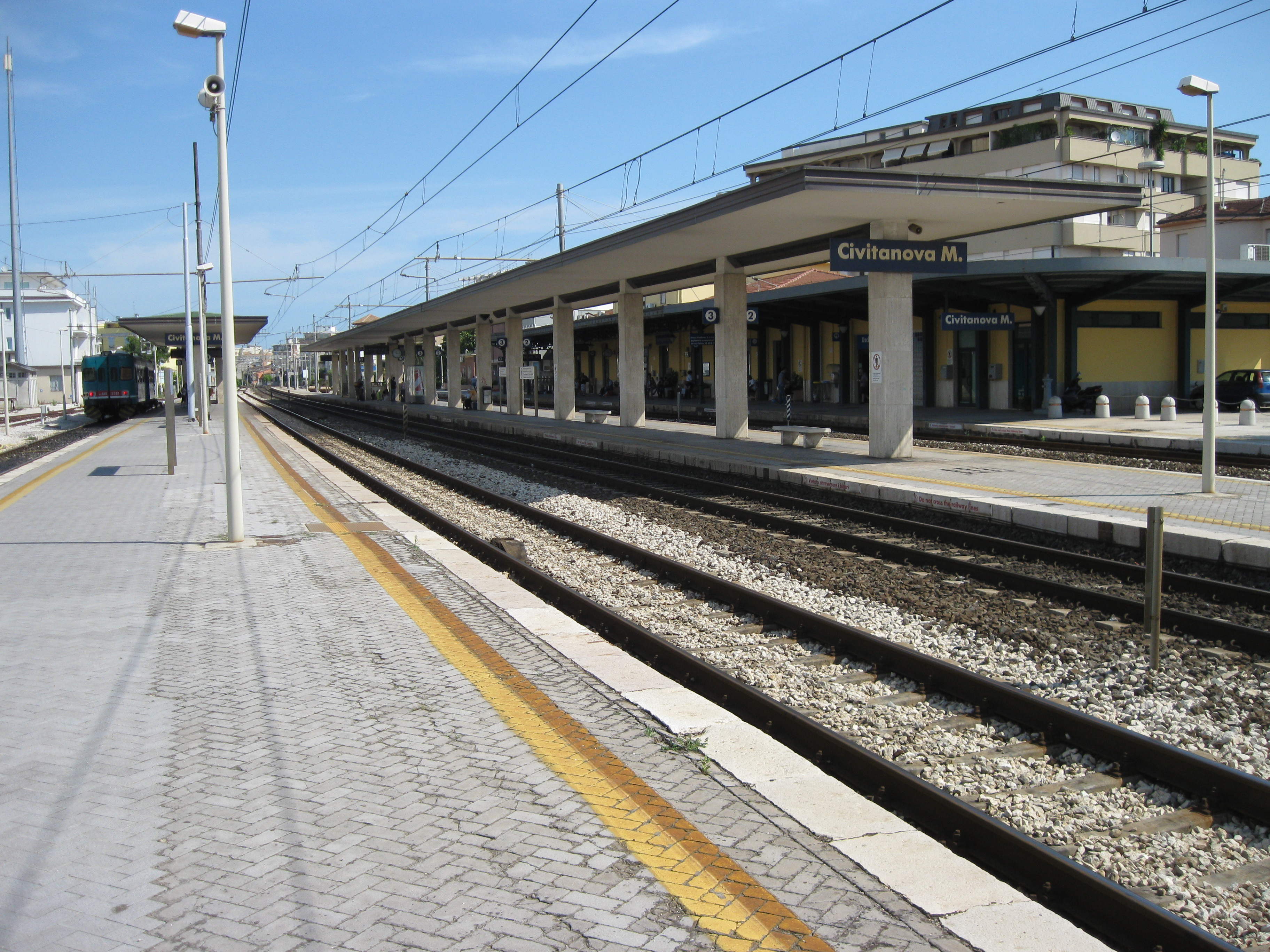
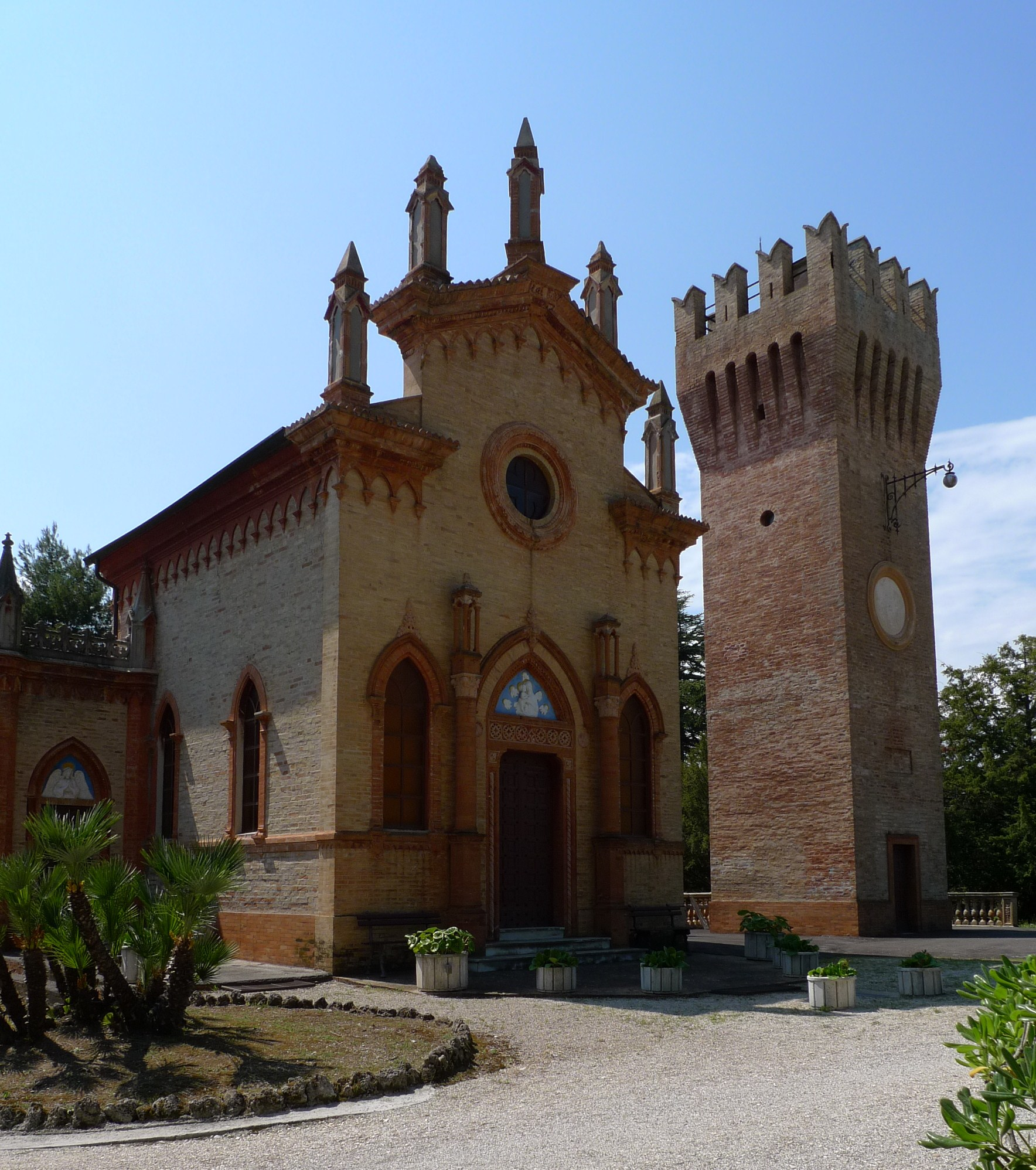
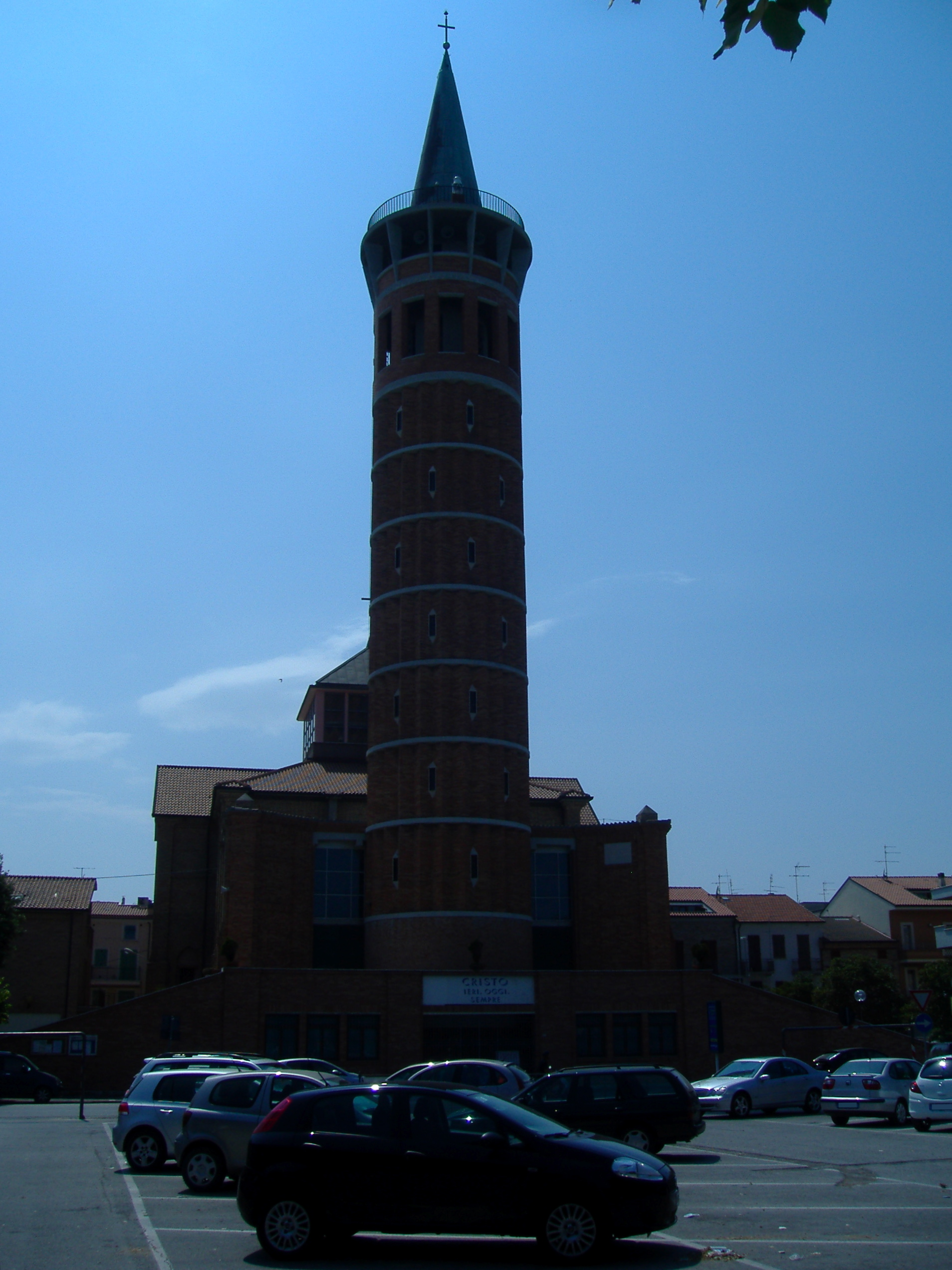
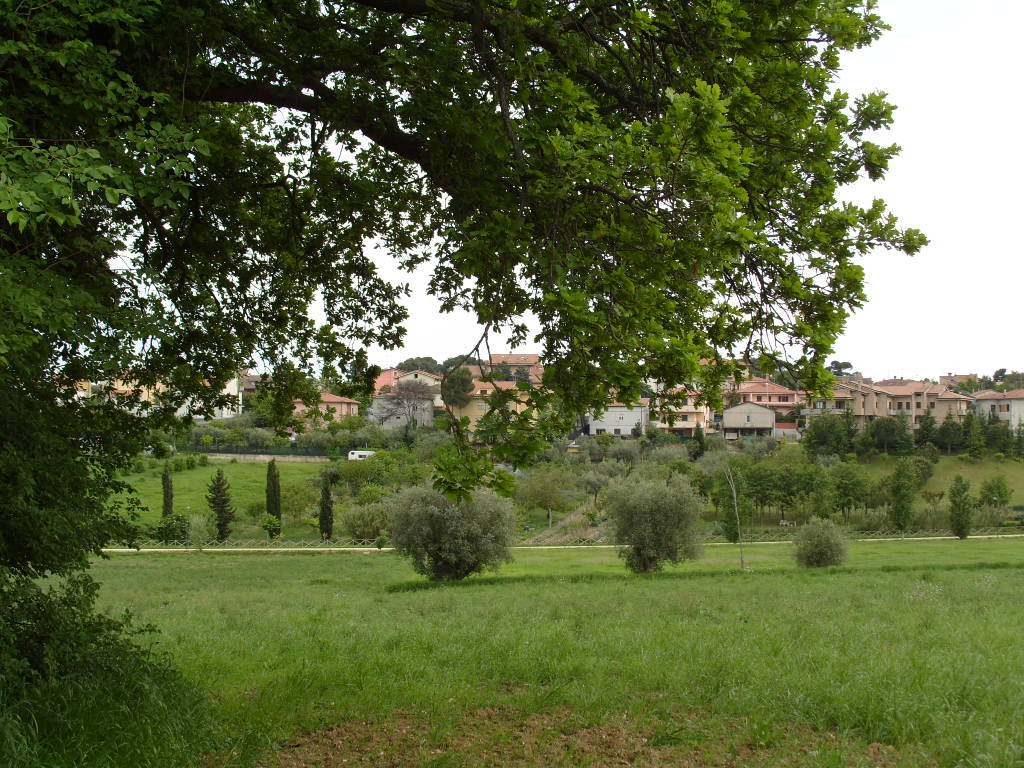

Acquacanina · Apiro · Appignano · Belforte del Chienti · Bolognola · Caldarola · Camerino · Camporotondo di Fiastrone · Castelraimondo · Castelsantangelo sul Nera · Cessapalombo · Cingoli · Civitanova Marche · Colmurano · Corridonia · Esanatoglia · Fiastra · Fiuminata · Gagliole · Gualdo · Loro Piceno · Macerata · Matelica · Mogliano · Monte Cavallo · Monte San Giusto · Monte San Martino · Montecassiano · Montecosaro · Montefano · Montelupone · Morrovalle · Muccia · Penna San Giovanni · Petriolo · Pieve Torina · Pioraco · Poggio San Vicino · Pollenza · Porto Recanati · Potenza Picena · Recanati · Ripe San Ginesio · San Ginesio · San Severino Marche · Sant'Angelo in Pontano · Sarnano · Sefro · Serrapetrona · Serravalle di Chienti · Tolentino · Treia · Urbisaglia · Ussita · Valfornace · Visso
1. ↑  https://demo.istat.it/?l=it.